# 艾伦·泰特
艾伦·泰特（英語：Allen Tate，1899年11月19日—1979年2月9日），美国诗人、文学评论家。

## 生平
生于美国南方肯塔基州克拉克县温切斯特。他曾就读于乔治城大学、弗吉尼亚大学、范德比尔大学，曾从师于“新批评派”的约翰·兰塞姆。1922年泰特和兰塞姆、戴维森一起创办《亡命者》杂志，1924年赴纽约，并在哪里开始写作《联邦死难者颂》。1928年泰特获古根海姆奖，在法国结识了斯泰因、海明威、菲茨杰拉尔德等人。1930年回到美国后，泰特与兰塞姆、戴维森和沃伦发表了《我将坚持我的立场：南方和重农传统》，认为工业化是人类的灾难。1938年创作了小说《父辈》。1940年代以后，泰特曾任美国国会图书馆诗歌部主任、《西万尼评论》编辑、纽约大学教师、明尼苏达大学英语教授、美国全国文学艺术学院院长，退休后返回南方继续创作。
泰特的评论著作有《反动论文集：关于诗和思想》（1936）、《疯狂中的理性》（1941）、《论诗的局限性》（1948）、《现代世界中的作家》（1955）等。他继承了兰塞姆的思想，提倡张力说诗歌理论。但与其他新批评派人物不同，他不确信语言与诗歌的统同一性。